# BETA
 For alternative betydninger, se beta (flertydig). (Se også artikler, som begynder med beta)
BETA er et objektorienteret programmeringssprog.
| Programmering | Spire Denne artikel om datalogi eller et datalogi-relateret emne er en spire som bør udbygges. Du er velkommen til at hjælpe Wikipedia ved at udvide den. |